# Gens Eumachia
Die Eumachier waren eine reiche und einflussreiche Familie in Kampanien, die in der frühen römischen Kaiserzeit vor allem in Gestalt zweier Personen besonders hervorgetreten ist:
- Lucius Eumachius war ein Unternehmer, der eine Ziegelei betrieb, die, wie es damals üblich war, einen Teil des Jahres Amphoren, den anderen Teil des Jahres Ziegel produzierte. Außerdem betrieb er Weinanbau. Beides brachte ihm ein beträchtliches Vermögen ein. Zu Beginn der Regierungszeit des Kaisers Augustus zog L. Eumachius nach Pompeji.
- Eumachia, die Tochter des L. Eumachius und Mutter von Marcus Numistrius Fronto.